# Grauhaubenmeise
Die Grauhaubenmeise (Lophophanes dichrous, Syn.: Parus dichrous), auch als Birkenmeise bezeichnet, ist eine Vogelart der Gattung Lophophanes aus der Familie der Meisen (Paridae).

## Beschreibung und Merkmale
Es handelt sich um eine relativ kleine Meisenart von 120 Millimeter Körperlänge mit auffallender Federhaube auf dem Kopf. Die Oberseite, einschließlich der Kopfoberseite und der Haube, ist einfarbig stumpf grau gefärbt (bei Tieren aus Westchina ist die Oberseite bräunlicher als die Haube). Ein weißer Streifen unter der Schnabelbasis bildet mit einem weißen Nackenstreifen eine abgesetzte, ringförmige Zeichnung. Die Kehle ist bräunlichgelb mit grauer Tönung, die übrige Unterseite hell zimtfarben.
Die Art ist von anderen in der Region vorkommenden Meisenarten mit Haube durch das unscheinbare, einfarbig wirkende Gefieder mit Fehlen abgesetzter schwarzer oder gelber Bereiche unterscheidbar. Die recht ähnliche Laubmeise (Sylviparus modestus) besitzt eine kleinere Haube, keinen weißen Nackenring und ist insgesamt eher olivbraun gefärbt. Der entfernt ähnliche Gelbnackenyuhina (Yuhina flavicollis) besitzt einen auffallenden, schwarzen Bartstreif und einen abgesetzt gelben Nackenstreifen.

## Verbreitung
Die Art lebt im West-Himalaya, westlich der Hauptketten, von Süd-Kaschmir im Norden über Himachal Pradesh und Uttar Pradesh, Nepal, Sikkim, Bhutan, Arunachal Pradesh bis in den Nordosten Myanmars. Östlich davon besiedelt sie außerdem Süd-Tibet und ein größeres Areal in West- und Südwest-China in Qinghai, Yunnan, Sichuan, Gansu und Shaanxi. Eine Verbreitungskarte ist im Handbook of the Birds of the World online zu finden.

## Lebensraum und Lebensweise
Die Grauhaubenmeise ist eine Gebirgsart, die vor allem in Höhen zwischen etwa 2400 bis 4000 Meter verbreitet ist. Einzelne Angaben in Sichuan reichen bis 4750 Meter Höhe. Es handelt sich um eine Waldart, die in einer Vielzahl von Laub- und Nadelwaldtypen verbreitet ist. In Westchina trifft man sie bevorzugt in Nadelwäldern an. Die Art ist im Wesentlichen Standvogel, wandert aber im Winter etwas von größeren Gebirgshöhen in die Täler ab. Auch im Winter können aber Tiere bis in über 4000 Meter Höhe vorkommen. Die Art lebt paarweise in Brutrevieren, gelegentlich in kleinen Trupps, auch gemischt mit anderen Singvogelarten. Sie sucht Nahrung fast ausschließlich auf Zweigen und in Baumkronen, vor allem im Winter aber auch in niedrigem Buschwerk oder am Boden. Brutzeit im West-Himalaya ist April bis Juni. Sie brütet in Baumhöhlen, die sie (wie einige verwandte Arten auch) gelegentlich auch selbst in morschen Baumstämmen aushöhlt. Die vier bis fünf Eier sind weiß gefärbt mit dichter roter Fleckenzeichnung.

## Taxonomie
Unterarten sind:
- Lophophanes dichrous dichrous (Blyth, 1845)[4] – Nominatform, Zentral- und Ost-Himalaya
- Lophophanes dichrous kangrae Whistler, 1932[5] – Nördlicher West-Himalaya von Kaschmir bis Uttar Pradesh
- Lophophanes dichrous wellsi (E. C. S. Baker, 1917)[6] – Nordost-Burma und angrenzendes Südwest-China.
- Lophophanes dichrous dichroides Przewalski, 1876[7] – von Nordost-Tibet und Nord-Sichuan bis Shaanxi.

Die Art bildet gemeinsam mit ihrer Schwesterart, der Haubenmeise Lophophanes cristatus, die Gattung Lophophanes. Das Schwestergruppenverhältnis wurde in einer aktuellen phylogenomischen Studie, durch Vergleich homologer DNA-Sequenzen, bestätigt. Beide Arten wurden traditionell in die Gattung Parus mit einbezogen, die Art ist daher in den meisten älteren Werken unter dem Synonym Parus dichrous aufgeführt.

## Bestand und Gefährdung
Die Art besiedelt ein relativ großes Areal und ist im West-Himalaya recht häufig. Die Populationen scheinen stabil, Rückgänge sind nicht bekannt geworden. Obwohl eine genaue Schätzung der Populationsgröße nicht vorliegt, gilt sie deshalb als ungefährdet (least concern).